# Pierre Riché
Pierre Riché (ur. 4 października 1921 w Paryżu, zm. 6 maja 2019) – francuski historyk mediewista.

## Życiorys
Absolwent Sorbony. Wykładał na Université de Paris X. Od 1989 był na emeryturze.

## Publikacje (wybór)
- La vie des enfants au Moyen Âge, Sorbier, coll. « La vie des enfants… », 2005 (avec Danièle Alexandre-Bidon)
- Henri-Irénée Marrou, historien engagé, Cerf, 2003
- Les Invasions barbares, PUF, coll. « Que sais-je ? », 1953; 2003 (avec Philippe Le Maître)
- L'Europe de l'an mil, Éditions Zodiaque, 2001
- Écoles et enseignement dans le haut Moyen Âge, Picard, 2000
- Les grandeurs de l'An Mille, éditions Bartillat, 1999
- Dictionnaire des Francs. Les temps mérovingiens, Christian de Bartillat, 1999 (avec Patrick Périn)
- Les Carolingiens, Hachette, coll. « Pluriel », 1997
- Éducation et culture dans l'Occident barbare : VIe siècle et VIIIe siècles, Seuil, coll. « Points Histoire », 1995 4e édition
- Césaire d'Arles, De l'Atelier, 1989
- Gerbert d'Aurillac : Le Pape de l'an mil, Fayard, 1987
- Abbon de Fleury, un moine savant et combattif, Brepols, 2004
- Grandeur et faiblesse de l'Église au Moyen Âge, Cerf, 2006
- Des nains sur des épaules de géants : maître et élèves au Moyen Âge, Tallandier, 2006
- C'était un autre millénaire, souvenir d'un professeur de la communale à Nanterre, Tallandier, 2008

### Publikacje przetłumaczone na język polski
- Pierre Riché: Życie codzienne w państwie Karola Wielkiego. Warszawa: Państwowy Instytut Wydawniczy, 1979, s. 302. ISBN 83-06-00070-6..
- Karolingowie: ród który stworzył Europę, przeł. Agnieszka Kuryś, Warszawa: Oficyna Wydawnicza Volumen - Niezależna Oficyna Wydawnicza 1997.
- Biskupi, mnisi i cesarze 610-1054, red. Gilbert Dagron, Pierre Riché, André Vauchez, tł. Maria Żurowska, Warszawa: Wydawnictwo Krupski i S-ka 1999.